# Article 17 de la Constitution de la Cinquième République française
Pour un article plus général, voir Grâce présidentielle en France.
Article 16 Article 18
L'article 17 de la Constitution de la Cinquième République autorise le président de la République française à exercer le droit de grâce.

## Texte
Le texte de l'article en vigueur depuis la réforme constitutionnelle de 2008 est : 
« Le Président de la République a le droit de faire grâce à titre individuel. »
— Article 17 de la Constitution (version en vigueur)
La version initiale dans l'article était moins restrictive. Elle disposait que : 
« Le Président de la République a le droit de faire grâce. »
— Article 17 de la Constitution (version en vigueur du 5 octobre 1958 au 25 juillet 2008)

## Pratique
Le droit de grâce n'est pas une innovation de la Cinquième République, c'était l'un des droits régaliens des anciens rois de France. Il est relativement étonnant que l'exercice du droit de grâce fasse l'objet d'un contreseing ministériel par le ministre de justice alors que la Constitution de la Cinquième république dispense plusieurs actes présidentiels de cette condition. C'est d'autant plus surprenant que le droit de grâce apparaît comme une prérogative personnelle du chef de l'État. Le contreseing ministériel est de nature à faire de la grâce un acte politique susceptible d'engager la responsabilité du Gouvernement car la pratique du contreseing aux actes présidentiels vise à pallier l'irresponsabilité présidentielle. Toutefois, dans la pratique, l'usage de ce droit n'a jamais fait l'objet d'une mise en question du Gouvernement.
À l'époque où la peine de mort était encore appliquée en France (elle sera abolie en 1981), le président de la République était obligé de par la loi d'examiner le cas de chaque condamné à mort, l'exécution ne pouvant avoir lieu qu'une fois que le recours en grâce avait été rejeté. Le rejet du recours en grâce, sur lequel il était mentionné que le chef de l'État « décide de laisser la justice suivre son cours », équivalait en fait à un ordre d'exécution.
La grâce s'apparente à une suppression ou à une réduction de la peine. La condamnation reste inscrite au casier judiciaire et diffère ainsi de l'amnistie. Elle ne peut être obtenue qu'à titre individuel (la grâce collective, qui est désormais impossible depuis la réforme constitutionnelle de 2008, était souvent mise en œuvre le 14 juillet, jour de la fête nationale française). C'est également le seul décret à ne pas être publié au Journal officiel.
- 1991 : début de la systématisation de la grâce du 14 juillet.
- 1999 : décret de grâce du 14 juillet et décret de grâce du 25 décembre à l'occasion du passage à l'an 2000.
- 2004 : deux mois de remise de peine pour les détenus n'ayant pas commencé leur peine.
- 2005 : un mois de remise de peine pour les détenus n'ayant pas commencé leur peine. Exclusion des récidivistes.
- 2006 : quinze jours de remise de peine par mois restant à purger, limité à quatre mois. Les détenus n'ayant pas commencé leur peine en sont exclus.
- 2007 : le président de la République Nicolas Sarkozy n'a pas exercé la grâce présidentielle du 14 juillet. Il en a été de même en 2008.

Les condamnations pour terrorisme, trafic de stupéfiants, crimes et délits contre un mineur de 15 ans, délits financiers, violences contre les forces de l'ordre, infractions routières et actes racistes ont été exclues de la grâce présidentielle, au gré des affaires qui ont choqué l'opinion, selon un message que voulait faire passer le président alors en fonction.
La loi constitutionnelle du 23 juillet 2008 a encadré l'exercice du droit de grâce en interdisant les grâces collectives.
Du fait que le droit de grâce est un acte qui se rattache au domaine judiciaire de l'exécution des peines, le juge administratif est incompétent pour connaître de la décision du droit de grâce prise par un président de la République (arrêt du Conseil d'État Gombert rendu le 28 mars 1947).

## Bénéficiaires
- Paul Touvier, coupable de crime contre l'humanité, condamné à mort, fugitif, est gracié par le président Georges Pompidou, le 23 novembre 1971 ; il est ensuite arrêté en 1989 et à nouveau condamné en 1994.
- Omar Raddad condamné en 1994 pour meurtre a bénéficié de la grâce présidentielle en 1998.
- Maxime Gremetz, député communiste de la Somme a bénéficié d'une grâce individuelle en 2002, qui lui a permis de retrouver son siège de parlementaire[5].
- Jean-Charles Marchiani, ancien préfet du Var condamné en 2007 à trois ans de prison pour corruption et incarcéré en 2008, a bénéficié d'une grâce partielle la même année ; cette décision est toutefois contestée, car à l'inverse des 26 autres grâces décidées le même jour, la sienne n'a pas été formulée sur proposition des services du ministère de la Justice pour comportement méritant[6].
- Jacqueline Sauvage, condamnée à 10 ans de prison ferme pour avoir assassiné son mari violent, est graciée le 28 décembre 2016 par François Hollande.